# Akkise, Kargı
Akkise là một xã thuộc huyện Kargı, tỉnh Çorum, Thổ Nhĩ Kỳ. Dân số thời điểm năm 2010 là 319 người.